# Зеленортска Острва на Летњим олимпијским играма 2012.
Зеленортска Острва су на Олимпијским играма у Лондону 2012. учествовала пети пут као самостална земља.
Зеленортску делегацију на Олимпијским играма 2012. у Лондону сачињавала су 3 учесника 1 мушкарац и 2 жене, који су се такмичили у два спорта. Најстарији учесник у екипи био је атлетичар Рубен Санса са 25 година и 239. дана, а најмлађа атлетичарка Lidiane Lopes са 17 година и 337 дана. Она је најмлађи учесник Зеленортска Острва на свих 5 досадашњих учешћа.
Зеленортски олимпијски тим је остао у групи екипа које нису освојиле ниједну медаљу.
Заставу Зеленортских Острва на свечаном отварању Олимпијских игара 2012. носила је џудисткиња Adysângela Moniz, а на затварању атлетичар Рубен Санса.

## Учесници по спортовима
| Спорт      | Мушкарци | Жене | Укупно |
| ---------- | -------- | ---- | ------ |
| Атлетика   | 1        | 1    | 2      |
| Џудо       | 0        | 1    | 1      |
| Укупно (2) | 1        | 2    | 3      |

## Атлетика

### Мушкарци
| Атлетичар   | Дисциплина | Лични рекорд | Квалификације | Квалификације | Полуфинале | Полуфинале | Финале           | Финале       | Детаљи |
| Атлетичар   | Дисциплина | Лични рекорд | Резултат      | Место         | Резултат   | Место      | Резултат         | Место        | Детаљи |
| ----------- | ---------- | ------------ | ------------- | ------------- | ---------- | ---------- | ---------------- | ------------ | ------ |
| Рубен Санса | 5.000 м    | 14:05,39     | 14:35,19      | 21. у гр. 2   |            |            | Није се пласирао | 41 / 41 (43) |        |

### Жене
| Атлетичар     | Дисциплина | Лични рекорд | Квалификације | Квалификације | Четвртфинале     | Четвртфинале     | Полуфинале       | Полуфинале       | Финале           | Финале       | Детаљи |
| Атлетичар     | Дисциплина | Лични рекорд | Резултат      | Место         | Резултат         | Место            | Резултат         | Место            | Резултат         | Место        | Детаљи |
| ------------- | ---------- | ------------ | ------------- | ------------- | ---------------- | ---------------- | ---------------- | ---------------- | ---------------- | ------------ | ------ |
| Лидиане Лопес | 100 м      |              | 12,72         | 4. у гр. 4    | Није се пласирао | Није се пласирао | Није се пласирао | Није се пласирао | Није се пласирао | 63 / 78 (79) |        |

## Џудо

### Жене
| Џудисткиња       | Дис.    | Коло 32            | Коло 16                       | Четвртфин.         | Полуфин.           | Репасаж 1          | Репасаж 2          | Меч за бронзу      | Финале             | Финале            | Детаљи         |
| Џудисткиња       | Дис.    | Противник Резултат | Противник Резултат            | Противник Резултат | Противник Резултат | Противник Резултат | Противник Резултат | Противник Резултат | Противник Резултат | Плас.             | Детаљи         |
| ---------------- | ------- | ------------------ | ----------------------------- | ------------------ | ------------------ | ------------------ | ------------------ | ------------------ | ------------------ | ----------------- | -------------- |
| Adysângela Moniz | + 78 кг |                    | Ортиз · Куба · Пор. 0002–0103 | Није се пласирала  | Није се пласирала  | Није се пласирала  | Није се пласирала  | Није се пласирала  | Није се пласирала  | Није се пласирала | [ мртва веза ] |